# كلية العالم المتحد في ماسترخت
كلية العالم المتحدة ماستريخت (United World College Maastricht) هي مدرسة عالمية تقع في ماستريخت، هولندا. تأسست المدرسة في عام 2009 وانتقلت إلى حرم جديد في حي «أمبي» في ماستريخت في عام 2013.

## التاريخ
أقيمت المدرسة في سبتمبر 2009 ياندماج مدرسة ماستريخت الدولية والمدرسة الابتدائية الدولية جوبنهوف. وكانت المدرسة العضو ال 12 في عائلة كليات العالم المتحد. في سبتمبر 2013 انتقلت المدرسة إلى حرم جديد في حي أمبي في ماستريخت.

## الخصائص الاساسية
تمتلك المدرسة حاليا ما يقرب من 850 طالبا تتراوح أعمارهم بين 2 و 18. في العامين الماضيين وقد تعزيز مجتمع المدرسة بقبول أكثر من 100 طالب اختيرو من قبل شبكة عالمية من حوالي 160 لجنة وطنية على أساس الجدارة الشخصية والإمكانات، بصرف النظر عن دينهم أو خلفيتهم الثقافية أو السياسية أو المالية. يتخرج الطلاب مع دبلوم البكالوريا الدولية، التي تقبلها الجامعات في جميع أنحاء العالم. وغالبا ما حققت الكلية أعلى درجات البكالوريا الدولية بين مدارس البكالوريا الدولية في هولندا، بمتوسط 34 نقطة في عام 2012.
كلية العالم المتحد ماستريخت هي جزء من نظام التعليم الوطني الهولندي، وبالتالي كل الطلاب يحصلوا على نفس الدعم المالي من الحكومة الهولندية كما أي طالب آخر في هولندا. تم إنشاء المدرسة كمركز لجميع طلاب المقبولين من اللجان الوطنية من بلجيكا وألمانيا وهولندا، الذين يشكلوا حوالي 25 في المئة من مجموع طلاب المدرسة. ونظرا إلى الخبرة الواسعة لكليات العالم المتحد ومدرسة ماستريخت الدولية، تعمل المدرسة كمركز للخبرة في مجال الخدمات المجتمعية. وسوف يكون هذا المركز جزءا من الحرم الجامعي الجديد كما سيكون مفتوحا إلى المدارس الوطنية الأخرى. وتتوقع وزارة التعليم الهولندية أن تكون الكلية مثالا يحتذى به بين المدارس الهولندية.
المدرسة هي جزء من أسرة كليات العالم المتحد. رئيس المجلس الدولي ومجلس إدارة الحركة الدولية، هي الملكة نور من الأردن، في حين أن الرئيس الفخري للمنظمة كان نيلسون مانديلا. الملك الهولندي فيليم ألكساندر هو طالب سابق حيث درس في مدرسة اتلانتيك في ويلز - انكلترا. كما تم تعيينه كراع للمنظمة في هولندا، لكن تم سحب هذا المنصب منه بسبب القوانين الهولندي الذي يمنع العائلة المالكة من ان تشغر هذه المناصب  في هولندا.

## ٍسكن الطلاب
يتكون الحرم الجامعي الجديد في ديسكسفورب 65 في أمبي من مبنيين مدرسيين وثلاثة مباني مخصصة لسكن الطلاب، مرتبة في بيئة خضراء على 'جزيرة' محاطة بخندق مائي ويمكن الوصول إليها عبر جسرين. الحرم الجامعي هو جزء من خيسيلتبارك (Geusseltpark) المتاخمة لحمام سباحة كبير، وملعب لكرة القدم ومرافق رياضية أخرى. الحرم الجامعي هو موطن ل 120 طالبا سكنيا. ويوجد في المجموع حوالي 730 طالبا (23 طالبا في مرحلة ما قبل المدرسة و 263 طالبا في المدارس الابتدائية و 323 طالبا في المدارس الثانوية و 120 طالبا سكنيا) من حوالي 90 بلدا.

### تقسيم الابنية
هنالك 3 ابينة للطلبة وفي كل بناء يوجد 3 طوابق. في كل طابق يسكن 24 طالبا في 6 غرف بحيث يقطن كل 4 طلاب في غرفة واحدة. بالإضافة إلى ذلك يوجد طابقان للفتيات وطابق للصبيان. ولإدارة شؤون الطلاب، يوجد في كل طابق عائلة مسؤولة عن الطلبة القاطنين معهم.
سابقا كان هنالك 8 طوابق فقط، لكن يتم الآن بناء طابق جديد. كما تمت تسميتهم بالأسماء الاتية: طابق الملك فيليم أليكساندر، طابق نيلسون مانديلا، وطابق كيرت هان. يضم الاخير مطعم المدرسة حيث يحصل الطلاب على ثلاث وجبات يوميا.
بالإضافة إلى ذلك يوجد مبنييان مدرسيان: الأول لطلاب الابتدائي (primary year program)، والثاني لطلاب المدؤسة الإعدادية والثانوية (Diploma program, Middle year program).

## التعليم
تبنت المدرسة نظام تعليمي يسمى «البكالوريا الدولية» المقدم من منظمة "IB" وهي منظمة تعليمية غير ربحية، تأسست عام 1968 ومقرها جنيف. صممت المنظمة ثلاث برامج تعليمية، برنامج المرحلة الابتدائية (PYP) للفئة العمرية ما بين 3 أعوام و12 عامًا، برنامج المرحلة المتوسطة (MYP) للفئة العمرية ما بين 11 و16 عامًا، وبرنامج الدبلوما (DP)للفئة العمرية ما بين 16 و19 عامًا. تشرف منظمة البكالوريا الدولية حاليًا على أكثر من 3500 مدرسة في 144 دولة مختلفة. المنظمة هي كذلك مستشار لمنظمة الأمم المتحدة للتربية والعلم والثقافة، ولها علاقات بالمنظمة الدولية للفرانكوفونية.

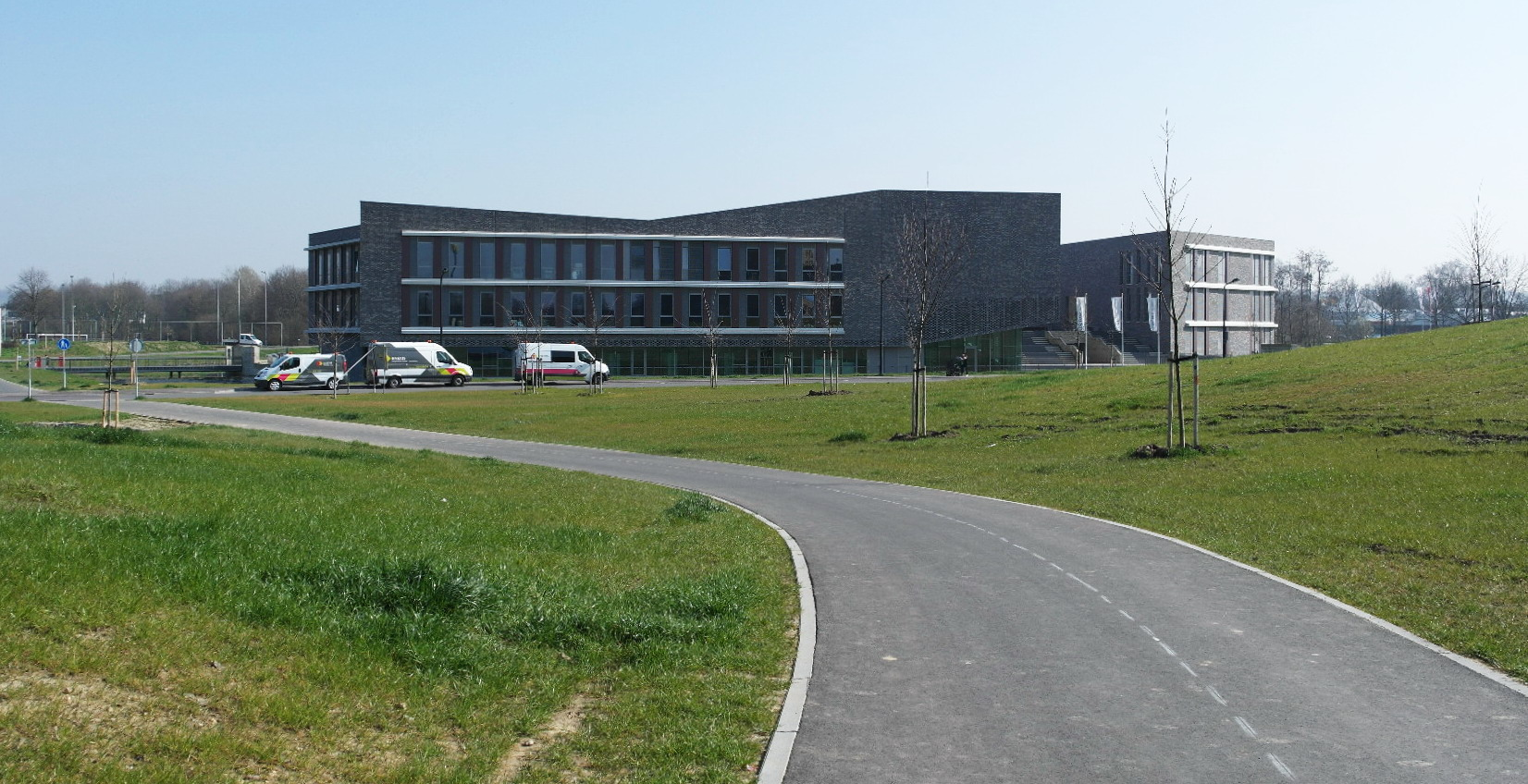
UWCM campus in Amby
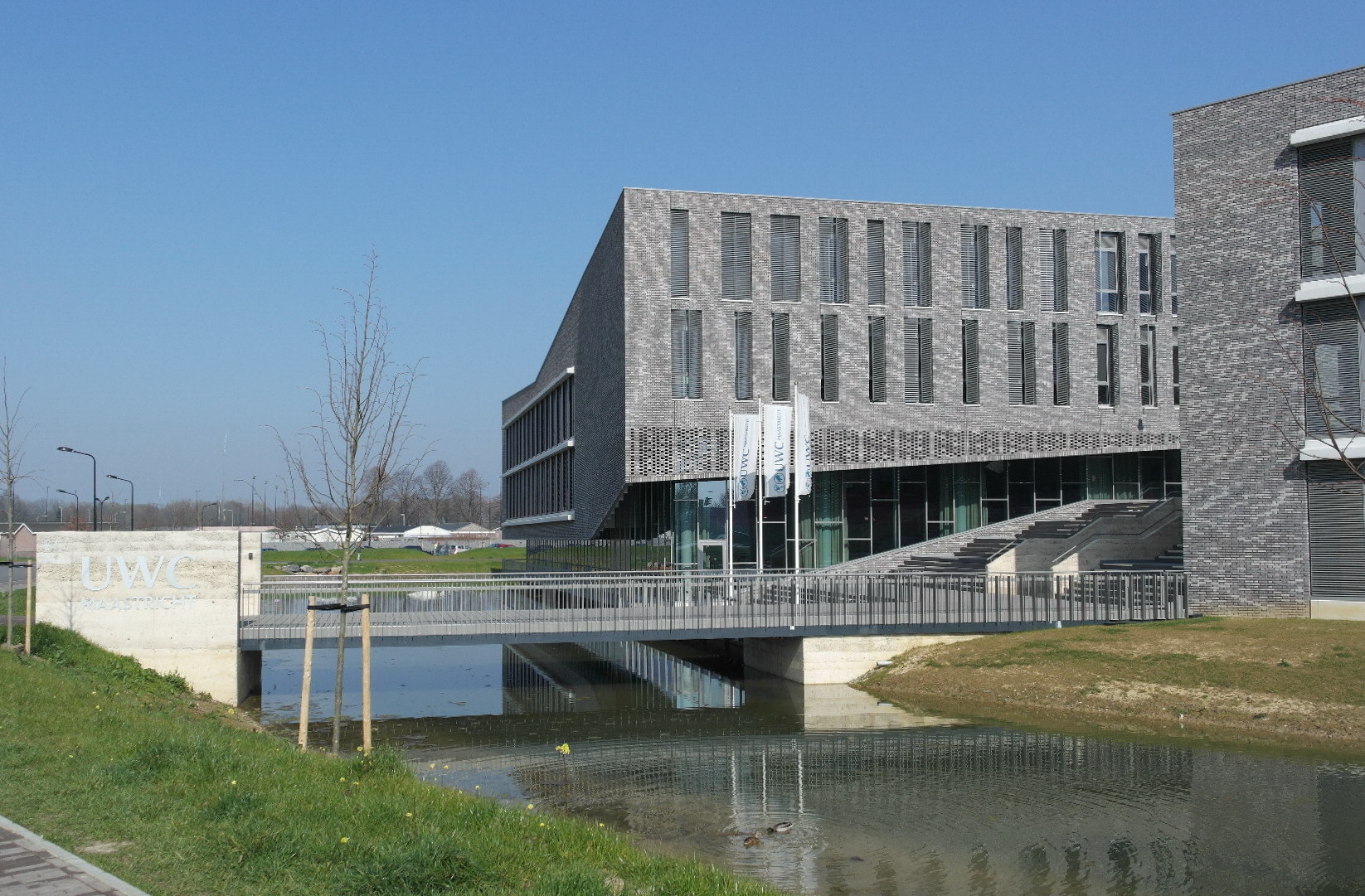
UWCM campus, bridge over the moat
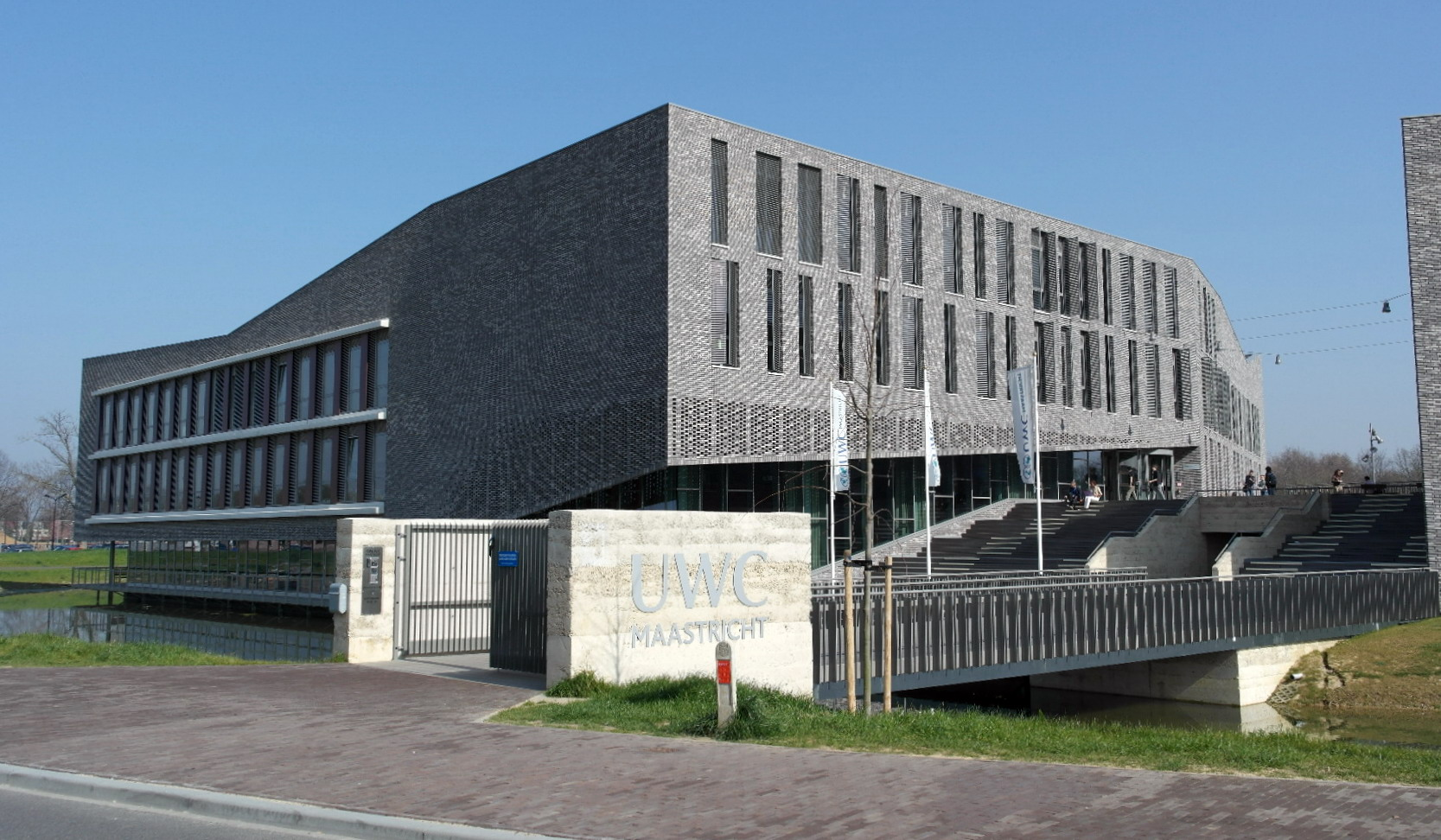
UWCM campus, school building
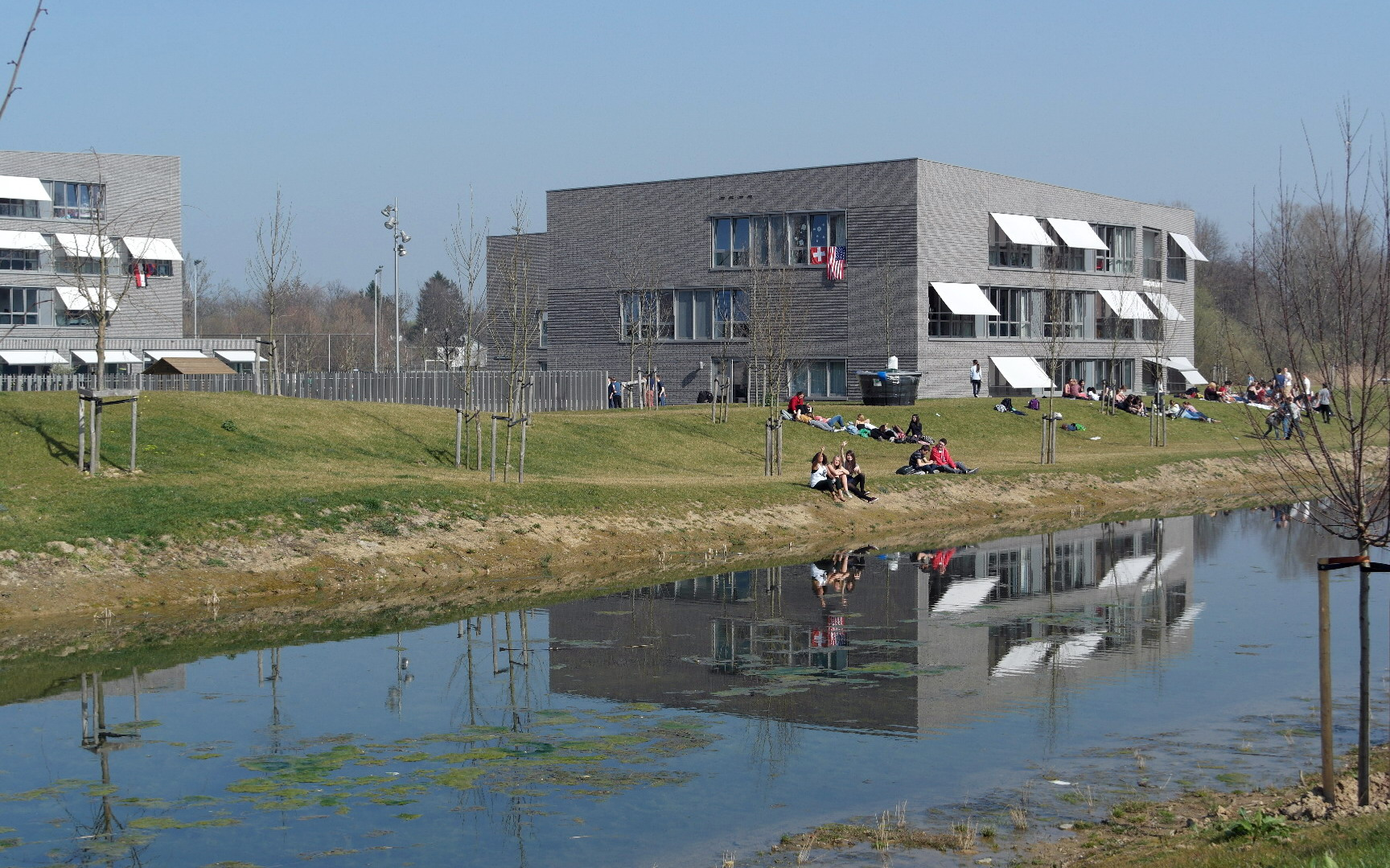
UWCM campus, dormitories

## روابط خارجية
- UWC Maastricht Website
- United World Colleges

‌